# جايسون براون (متزلج فني)
جايسون براون (بالإنجليزية: Jason Brown)‏ هو متزلج فني أمريكي، ولد في 15 ديسمبر 1994 في لوس أنجلوس في الولايات المتحدة.

## وصلات خارجية
- جايسون براون على موقع الاتحاد الدولي للتزلج (الإنجليزية)
- جايسون براون على موقع اللجنة الأولمبية الدولية (الإنجليزية)
- جايسون براون على موقع أوليمبيديا (الإنجليزية)
- جايسون براون على موقع اللجنة الأولمبية والبارالمبية الأمريكية (الإنجليزية)